# ストロングスタイル (曲)
「ストロングスタイル」は、日本のヒップホップMC、KREVAのメジャー11枚目のシングルである。発売元はポニーキャニオン。

## 概要
当初は2007年9月5日に発売されたアルバム『よろしくお願いします』の収録曲だったが、映画『ローグ アサシン』の日本語版の主題歌に抜擢されて、10908枚の完全限定生産でシングルカットされることになった。
シングルカットされたシングルとしては『新人クレバ』からシングルカットされた「ファンキーグラマラス feat.Mummy-D (マボロシ/RHYMESTER)」以来2枚目となる。
発売前の2007年6月に行われたツアー「KREVA CONCERT TOUR '07 SEASON-1『意味深』」で最初に歌った曲でもある。
ジャケットの写真は、アルバム『よろしくお願いします』（初回盤、通常盤共に）のジャケットにも使われている。
2019年2月27日に完全生産限定でカセットシングル「基準～2019 Ver.～ / ストロングスタイル～2019 Ver.～」がSPEEDSTAR RECORDSから発売され、「基準」と共にリメイクされた。これはソロデビュー15周年を記念して行われた9ヶ月連続リリースの一環で発売されたもので、企画の第2弾にあたる。

## 収録曲
1. ストロングスタイル
Produced by ストレスFREE
Words:KREVA, Music:KREVA, 千晴
2. ビコーズ
Produced by 千晴 / Co-Produced by KREVA
Words:KREVA, Music:千晴, KREVA
3. ストロングスタイル(Inst.)
4. ビコーズ(Inst.)

## 収録アルバム
- よろしくお願いします（2007年）